# 하나 나이제
하나 나이제(독일어: Hannah Neise, 2000년 5월 26일~)는 독일의 스켈레톤 선수로 2022년 동계 올림픽 여자부 금메달을 획득했다. 올림픽 금메달을 획득하기 전까지 세계 선수권 대회와 스켈레톤 월드컵 메달이 없던 선수로 잘 알려져 있다.